# Condado de Flandes
El Condado de Flandes era una de las entidades políticas más poderosas de los Países Bajos medievales, situada en la costa del mar del Norte de lo que hoy es Bélgica. A diferencia de sus vecinos, como los condados de Brabante y Hainaut, se encontraba dentro del territorio del Reino de Francia. Los condes de Flandes ocupaban la parte más septentrional del reino y estaban entre los doce pares originales de Francia. Durante siglos, la actividad económica de las ciudades flamencas, como Gante, Brujas e Ypres, convirtió a Flandes en una de las regiones más prósperas de Europa y también les proporcionó fuertes conexiones internacionales con socios comerciales.
Hasta 1477, la zona central bajo soberanía francesa estaba al oeste del Escalda y se llamaba "Flandes real" (en holandés, Kroon-Vlaanderen, en francés, Flandre royale). Aparte de esto, los condes, a partir del siglo XI, poseían tierras al este del río como feudo del Sacro Imperio Romano Germánico: "Flandes imperial" (Rijks-Vlaanderen o Flandre impériale). El condado se unió a sus vecinos de los Países Bajos dentro de los Países Bajos borgoñones a partir de 1384, lo que finalmente complicó su relación con Francia. La mayor parte del condado pasó a formar parte del imperio después de la Paz de Madrid en 1526 y la Paz de las Damas en 1529.
En 1795, Francia adquirió la totalidad de los Países Bajos austríacos, sucesores de los Países Bajos borgoñones, bajo la Primera República Francesa, y esto fue reconocido por un tratado en 1797. Después de la batalla de Waterloo en 1815, estos territorios, incluida la mayor parte del antiguo condado de Flandes, pasaron al recién creado Reino Unido de los Países Bajos, que se dividió entre 1830 y 1839 en los países modernos de Bélgica, Luxemburgo y los Países Bajos. Los territorios del antiguo condado son hoy la única parte del reino francés de finales de la Edad Media fuera de la actual Francia, tras haber renunciado a Cataluña en 1258.

## Historia
Sus sucesores consolidaron la entidad y ampliaron progresivamente su territorio, tras incorporar el condado de Henao, ganando en poder e influencia dentro de los países flamencos del Sacro Imperio Romano Germánico, y alcanzaron su apogeo económico hacia mediados del siglo XII. Sin embargo, la herencia de la condesa Margarita II de Flandes se dividió tras una guerra entre sus descendientes, y mientras el Henao fue reclamado por el condado de Holanda, Flandes sería más tarde incorporado por la fuerza a las posesiones de la corona de Francia. 

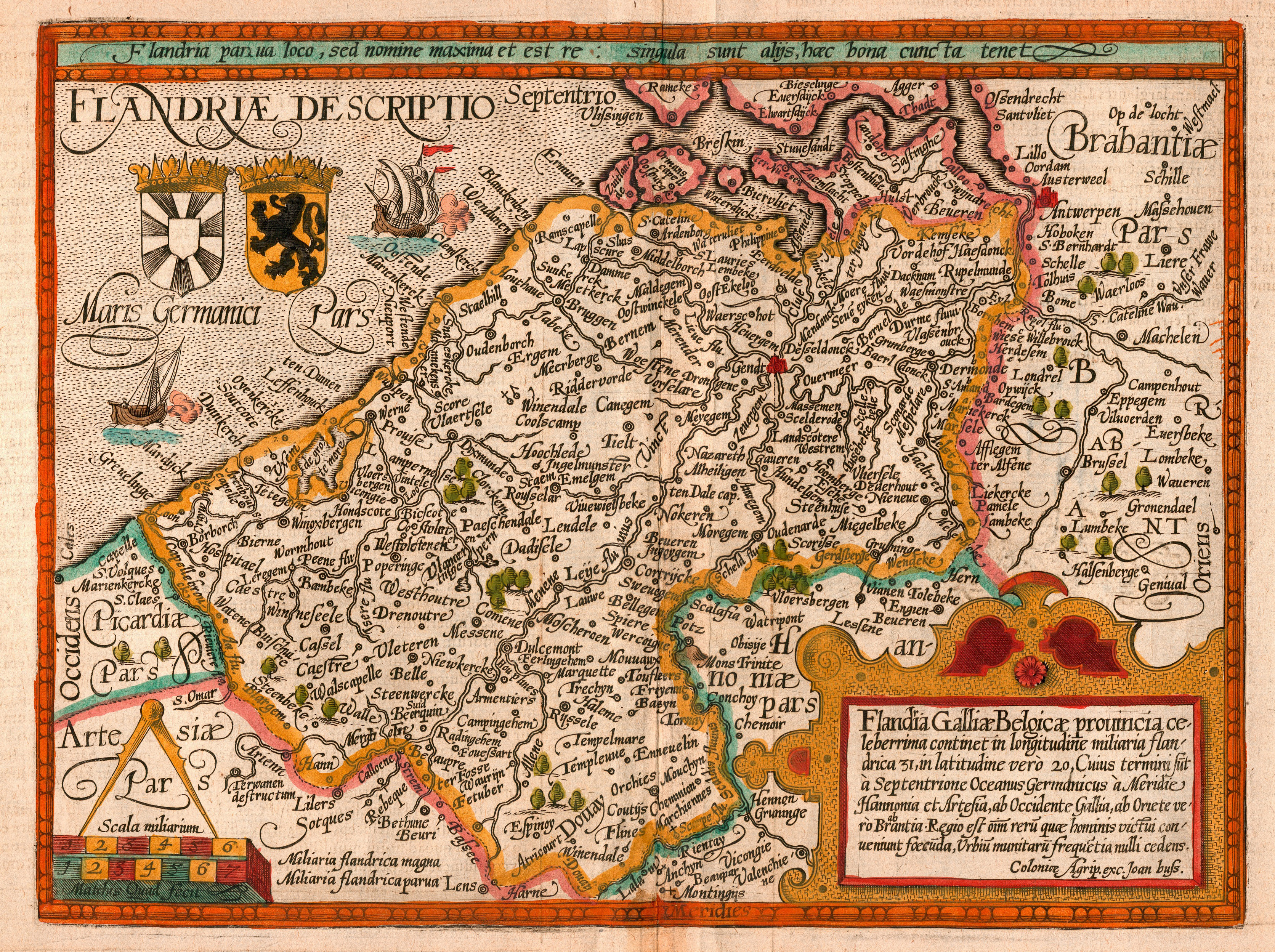
Posesiones del condado de Flandes a principios del. Grabado policromo del cartógrafo Matthias Quad (-1613) y Johannes Bussemacher, Colonia.

A finales del siglo XV, como resultado de diferentes alianzas de familia, el condado de Flandes fue transmitido a la casa de Borgoña y bajo Felipe III de Borgoña, se volvió a reunir con el condado de Henao. Estas posesiones fueron transmitidas a la casa de Habsburgo y entre el 1519 y el 1700, los diferentes reyes de España fueron también titulares del condado de Flandes. De esta manera, bajo el poder español el condado de Flandes fue uno de los territorios que conformaron las Diecisiete Provincias. La posterior guerra de los Ochenta Años marcaría el comienzo de una época de pobreza y decadencia para el condado. En 1580 el condado de Flandes se une a la Unión de Utrecht, aunque no se integrará en la posterior República de las Provincias Unidas.
Tras la guerra de sucesión española, el condado es ocupado militarmente por las tropas británicas y transmitido nominalmente a la casa de los Habsburgo de Austria que lo conservaron como título nominal honorífico hasta 1919.
En 1795 la región fue conquistada por los revolucionarios franceses. Sin embargo, tras el Congreso de Viena en 1815, pasa a formar parte del Reino Unido de los Países Bajos.
Tras la constitución del reino de Bélgica en 1830, el territorio del condado resultó fragmentado desde entonces en la provincia belga homónima, el Flandes francés con el departamento de Norte, y parte de la provincia de Zelanda, al sur de los Países Bajos.